# 譴責
譴責（けんせき）とは、規則に反した者や信用失墜行為を行った者などに対し、始末書を書かせて提出させ、戒めること。官吏に対する一番緩い叱責であり、法令上では戒告として扱われる。
なお、中国文学史の分野で、19世紀後半から20世紀初頭の、清末の世相を風刺的に描いた小説に対して、魯迅が『中国小説史略』において、譴責小説の名を与えたため、日本語でもそれを踏襲して、この名称を使うことも多い。